# Empoasca spiculata
Empoasca spiculata är en insektsart som beskrevs av Paul W. Oman och Wheeler 1938. Empoasca spiculata ingår i släktet Empoasca och familjen dvärgstritar. Inga underarter finns listade i Catalogue of Life.